# Aguas Calientes, Mexiko
Aguas Calientes är en ort i Mexiko.   Den ligger i kommunen Acapulco de Juárez och delstaten Guerrero, i den södra delen av landet, 290 km söder om huvudstaden Mexico City. Aguas Calientes ligger 34 meter över havet och antalet invånare är 1 660.
Terrängen runt Aguas Calientes är platt åt sydost, men åt nordväst är den kuperad. Runt Aguas Calientes är det tätbefolkat, med 397 invånare per kvadratkilometer. Närmaste större samhälle är Amatillo, 3,7 km sydväst om Aguas Calientes. I omgivningarna runt Aguas Calientes växer i huvudsak lövfällande lövskog.